# Ernesto da Silva
Ernesto da Silva ist ein osttimoresischer Politiker. Er ist Mitglied der Partidu Libertasaun Popular (PLP). Früher war er Koordinator der Partei in der Gemeinde Ainaro.
Bei den Parlamentswahlen in Osttimor 2017 trat Silva für die PLP auf Listenplatz 25 an, die Partei gewann aber nur acht Sitze im Nationalparlament Osttimors. Auch bei den Parlamentswahlen 2018 verpasste er den Einzug in das Parlament auf Listenplatz 62 der Aliança para Mudança e Progresso (AMP), der gemeinsamen Liste von PLP, CNRT und KHUNTO. Am 3. April 2023, sechs Wochen vor den Parlamentswahlen in Osttimor 2023, gab der PLP-Fraktionschef Cornélio da Conceição Gama seinen Parlamentssitz zurück und Silva rückte für ihn nach.
Bei den Parlamentswahlen 2023 trat Silva nicht an.